# 99. Deutscher Katholikentag

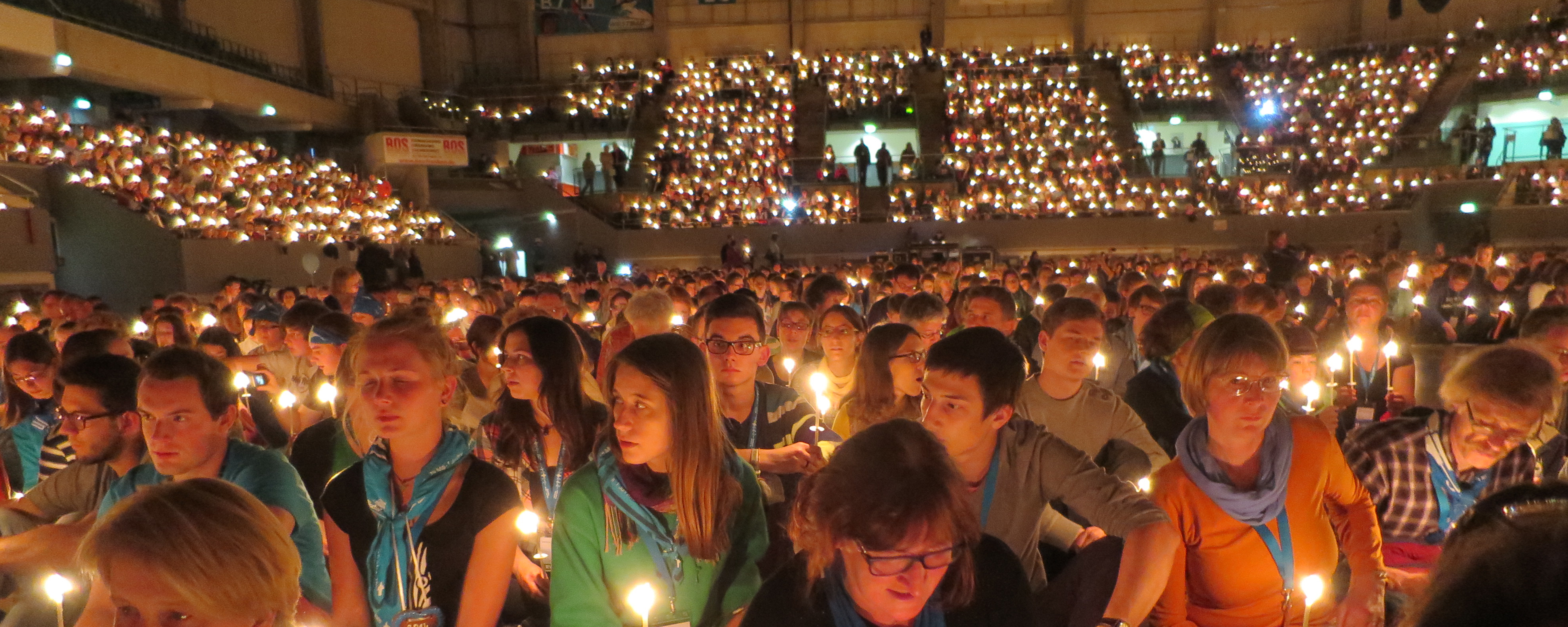
„Nacht der Lichter“ beim 99. Katholikentag in Regensburg

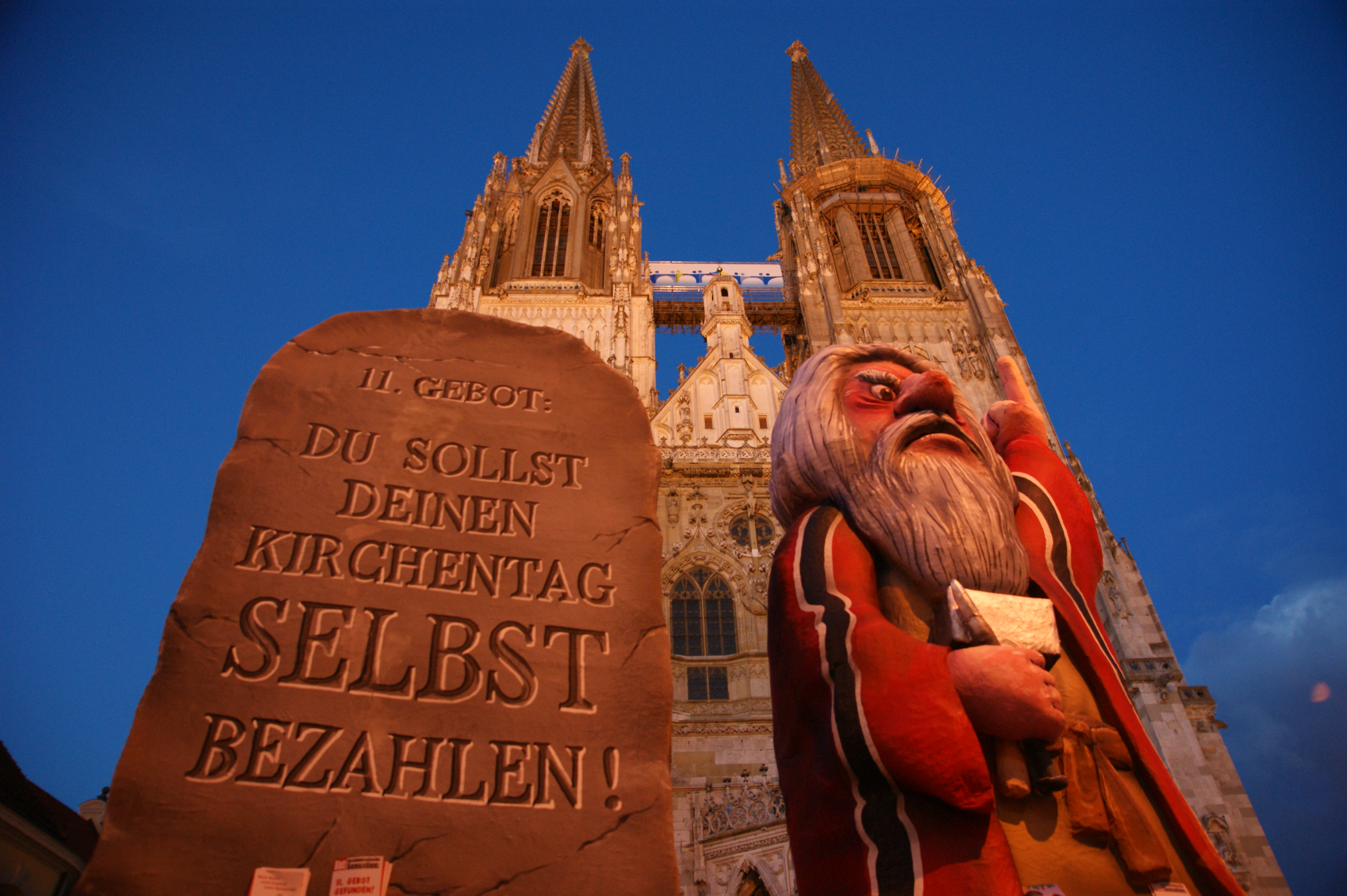
Kunstaktion Das 11. Gebot auf dem Domplatz in Regensburg beim 99. Deutschen Katholikentag

Der 99. Deutsche Katholikentag fand vom 28. Mai bis zum 1. Juni 2014 in Regensburg statt. Gastgeberin war die Diözese Regensburg, die mit dem Zentralkomitee der deutschen Katholiken (ZdK) Veranstalterin des Katholikentags ist. Das Leitwort lautete „Mit Christus Brücken bauen“.
Nach 1849 und 1904 war Regensburg zum dritten Mal Treffpunkt des Laientreffens. In Bayern fand zuletzt 1984 ein Katholikentag statt. Am 19. November 2011 entschied die Vollversammlung des ZdKs in Bad Godesberg mit einer Zustimmung von 78,6 Prozent, den 99. Katholikentag im Jahr 2014 in Regensburg zu veranstalten. Der damalige Regensburger Bischof Gerhard Ludwig Müller hatte die Einladung ausgesprochen, nahm jedoch später aus verschiedenen Gründen nicht teil.
Der Trägerverein wurde im April 2012 gegründet. Die Katholikentagsleitung konstituierte sich direkt nach dem 98. Deutschen Katholikentag in Mannheim im Juli 2012, Vorsitzender war Alois Glück. Die Kosten betrugen knapp 9 Millionen Euro. Die Kirche trug etwa ein Drittel der Kosten. Der Großteil der Kosten wurde vom Freistaat Bayern, Bundesinnenministerium sowie Stadt und Landkreis Regensburg getragen, was von der Kunstaktion Das 11. Gebot („Du sollst Deinen Kirchentag selbst bezahlen!“) kritisiert wurde.
Das offizielle Mottolied Mit Christus Brücken bauen wurde von Diözesanmusikdirektor Christian Dostal komponiert (Text: Hagen Horoba).
Rund 50.000 Teilnehmer kamen nach Regensburg. Sie diskutierten neben anderen über die Themen Zölibat, Anerkennung homosexueller Lebensformen und die Zulassung von Frauen zum Amt des Priesters.

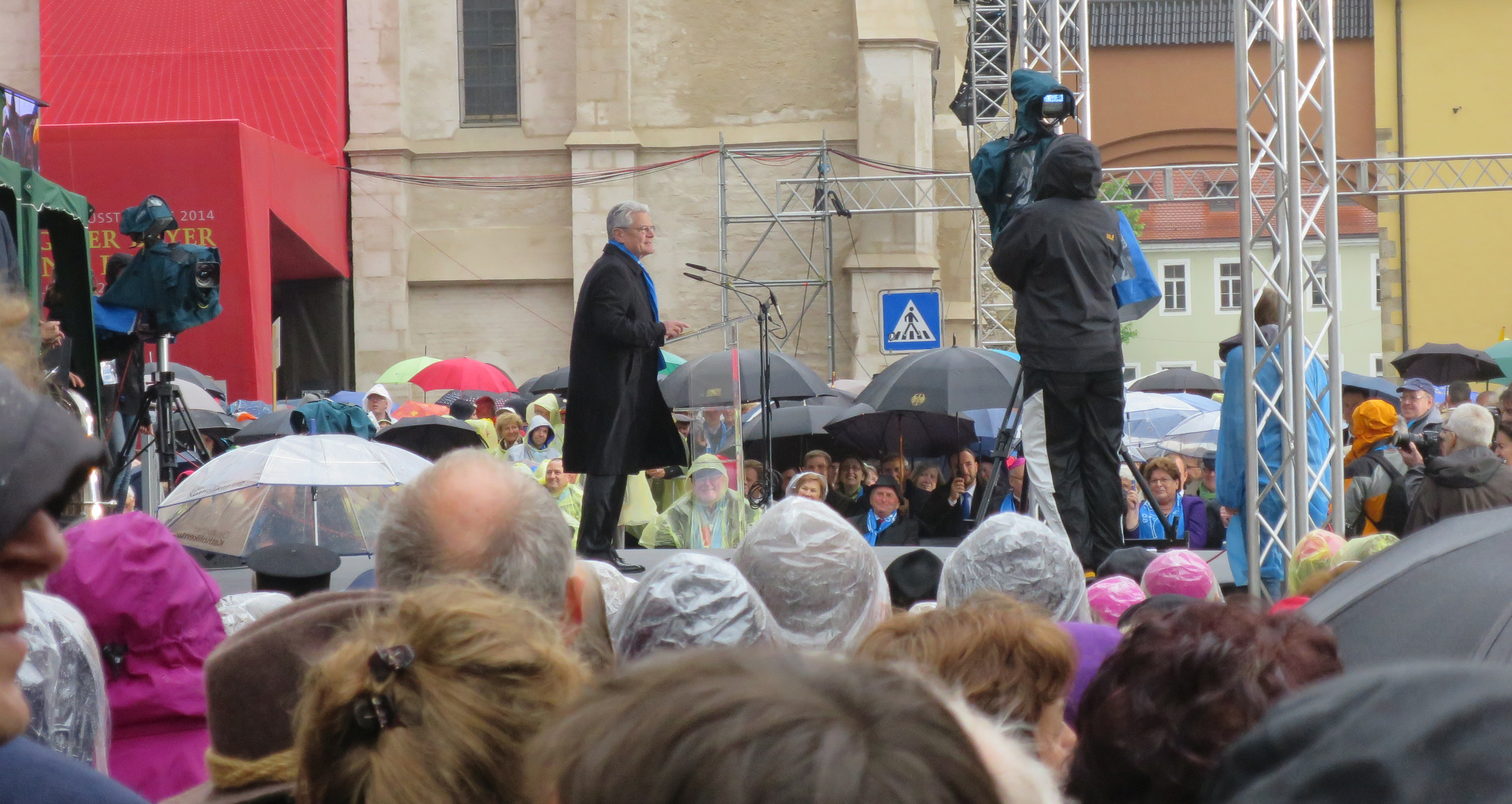
Bundespräsident Joachim Gauck eröffnet den 99. Deutschen Katholikentag
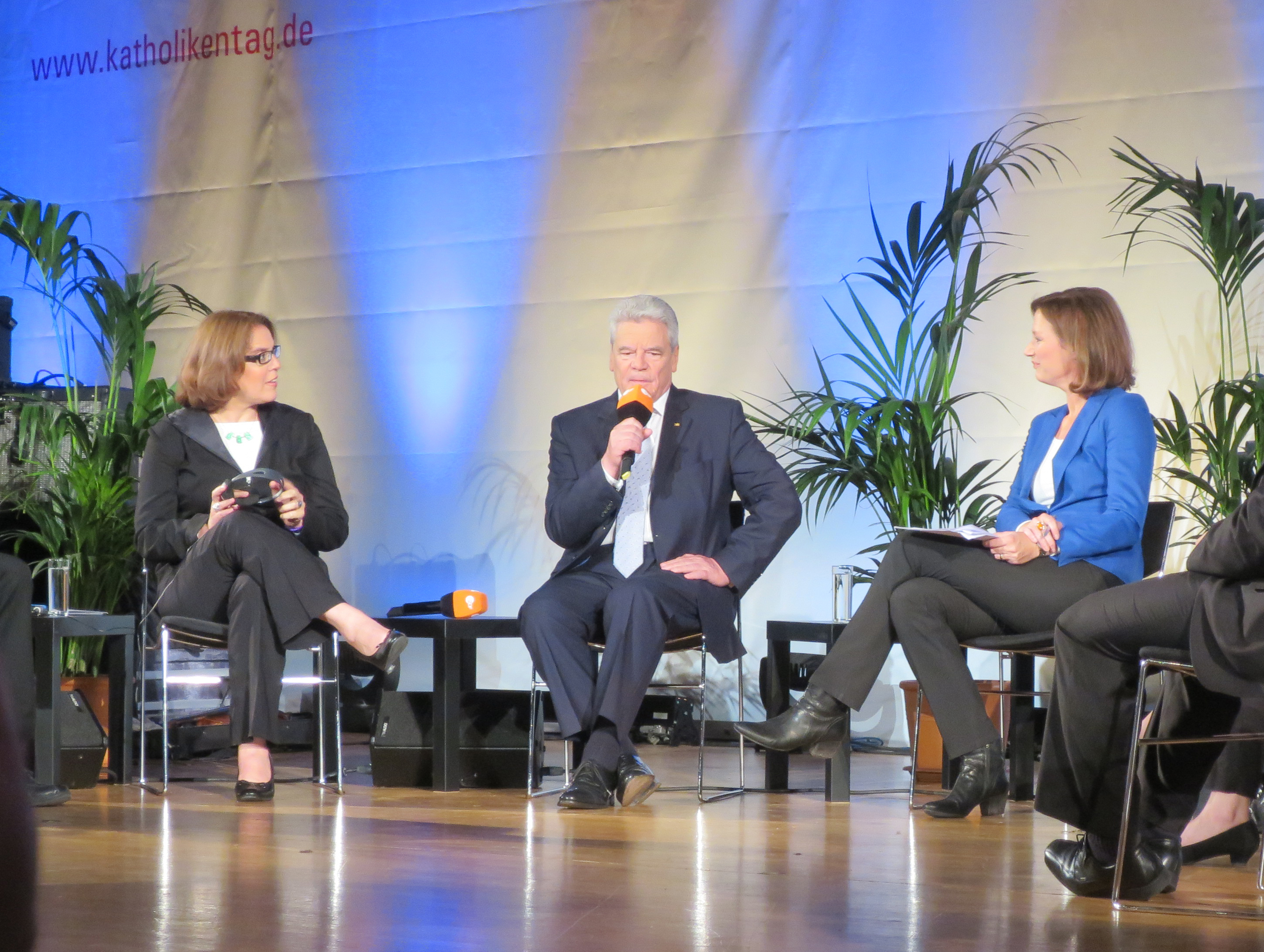
Bundespräsident Joachim Gauck mit Bettina Schausten vom ZDF
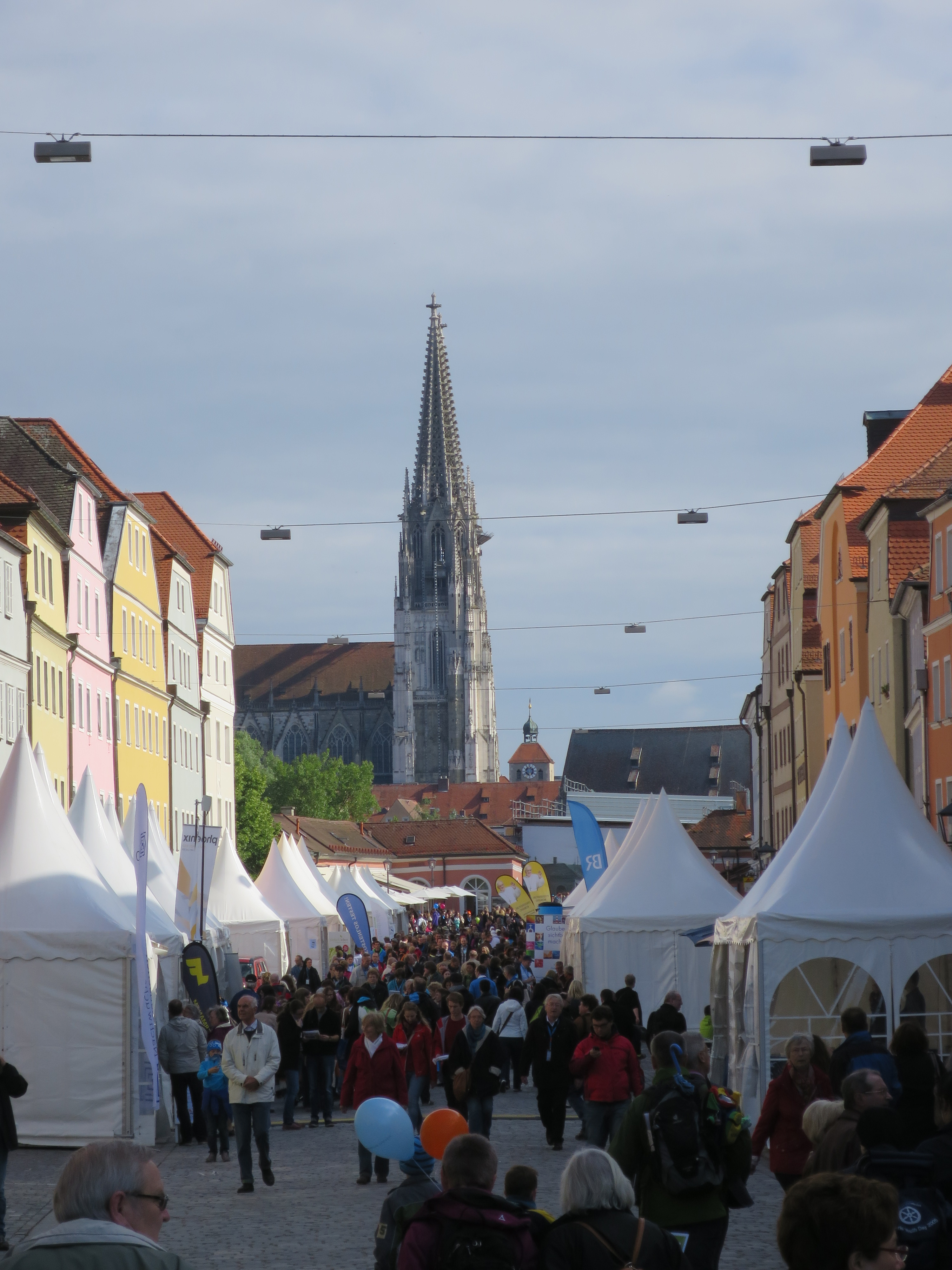
Kirchenmeile beim 99. Katholikentag, im Hintergrund der Regensburger Dom
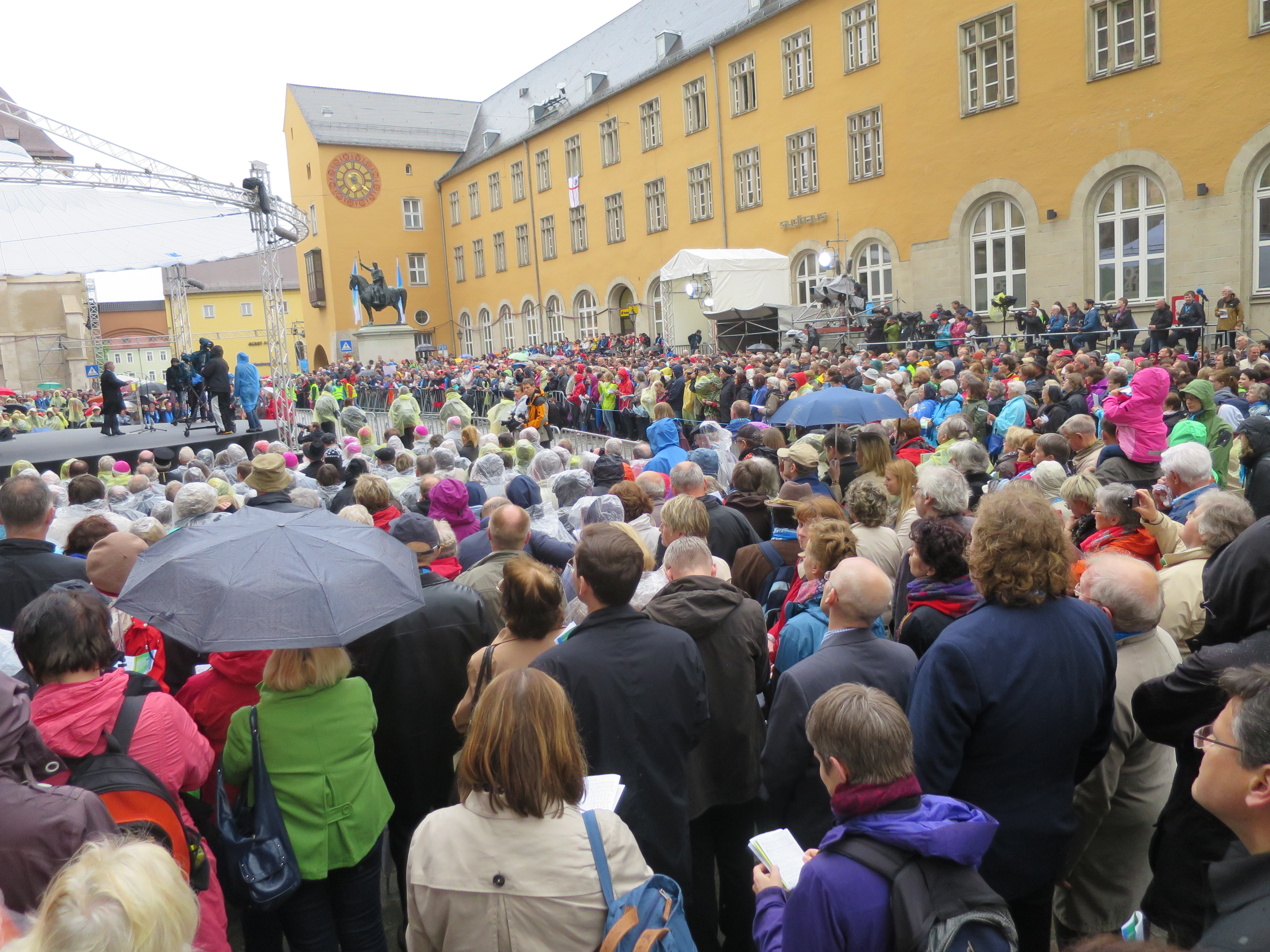
Während der Eröffnung des Katholikentags am Domplatz
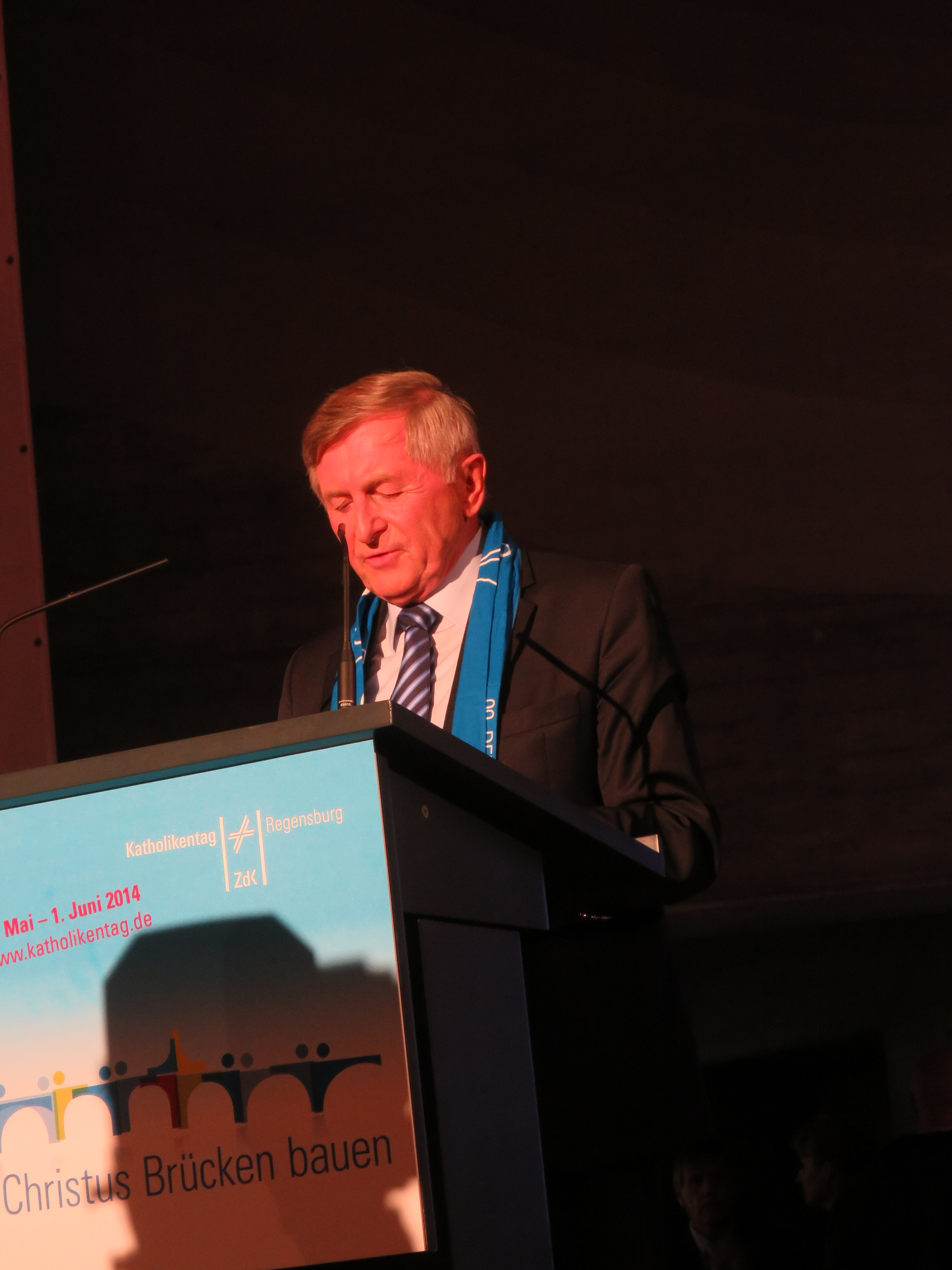
Der damalige ZdK-Präsident Alois Glück